# Circolo Pattinatori Grosseto 1951
Il Circolo Pattinatori Grosseto 1951 è una società italiana di hockey su pista con sede a Grosseto. I colori sociali sono il bianco e il rosso.

## Storia

### Dalla fondazione alla serie B (1951-1969)
La società fu fondata nel 1951 e iniziò l'attività agonistica nel 1952 organizzando le prime gare a livello locale e provinciale. Tra i personaggi chiave si ricordano Mario Parri, fondatore e primo presidente del Circolo Pattinatori Grosseto. Inizialmente gli allenamenti si svolgevano nel campo di piazza della Vasca e nella piazza De Maria di fronte Porta Vecchia, ben diversa da come appare oggi, per poi trasferirsi a giocare alla Pista dei Pini della vicina Follonica per il primo campionato ufficiale nel 1955, la Promozione. Nel 1957 la squadra viene promossa in serie C, per poi essere retrocessa nuovamente. Nel 1961 il C.P. Grosseto si trasferisce nel palazzetto di Marina di Grosseto, appena costruito, e due anni dopo ritorna a solcare i campi della serie C. Nel 1966 fu costruito lo storico campo da gioco di viale Manetti ad opera dell'impresario edile e pattinatore Egidio Mangiavacchi e la squadra poté tornare a giocare nel capoluogo, classificandosi terza dietro al Primavera Prato e il Circolo Pattinatori Pistoia. L'anno successivo però il C.P. Grosseto, dopo aver rischiato in un primo momento di non poter giocare in seguito all'alluvione che colpì la città e ridusse in pessime condizioni il campo di viale Manetti, ottenne la promozione in serie B arrivando primo e conquistando la prima coppa nella storia della società.

### Gli anni della serie A (1970-1979)
Nel 1970, dopo solo due stagioni in B, la squadra fu promossa per la prima volta in serie A grazie ad un ripescaggio in seguito alla rinuncia dello Skating Follonica. Mario Parri lasciò la presidenza a Gianni Marini, rimanendo però con la carica di presidente onorario. La prima stagione nel massimo campionato italiano si concluse con una retrocessione, ma la squadra riuscì ad essere promossa nuovamente tre anni dopo. Nel campionato 1975 si ha il miglior piazzamento di sempre del C.P. Grosseto in serie A: terzo posto dietro al Novara e al Breganze. Nei campionati successivi la squadra conquista un settimo posto (campionato 1976), un dodicesimo (campionato 1977) - salvandosi con un ripescaggio - e infine venendo retrocessa al termine del campionato 1978. Tra i migliori giocatori di queste annate si ricordano Raúl Martinazzo, Giancarlo Fantozzi e Massimo Mariotti.
Numerosi furono tuttavia i trofei vinti in questi anni dalle formazioni giovanili: un campionato nazionale Juniores (1972), tre campionati nazionali esordienti (1975, 1978, 1980), tre campionati nazionali ragazzi (1978, 1982, 1984) e due campionati nazionali allievi (1980, 1981). Si segnalano anche due medaglie d'oro ai Giochi della Gioventù (1978, 1980).

### Il declino e la scomparsa (1980-2007)
Negli anni ottanta la squadra dovette abbandonare lo storico campo di viale Manetti, non più idoneo, trasferendosi prima al palazzetto dello Stadio Olimpico e successivamente a Castiglione della Pescaia. Nel 1984 il team grossetano fu promosso nella neo-nata serie A2, classificandosi quarto nel campionato 1984-1985, ad un posto dalla promozione. Nella stagione successiva la squadra si posizionò quinta e nello stesso anno giocò la finale di Coppa Italia contro il campione d'Italia Novara, perdendo 4-7. Al termine del 1986 la squadra si smembrò e i migliori giocatori, tra cui si ricordano Enrico Mariotti e Raffaele Biancucci, si accasarono in altre società. La stagione 1986-1987 vide il Grosseto classificato ultimo e retrocesso in serie B, categoria nella quale militerà fino al 1989, anno della scomparsa della storica società.
Negli anni novanta e duemila l'hockey continuò ad essere praticato amatorialmente in città, tramite sporadiche iniziative locali e grazie ad una squadra di "Veterani" che partecipava ad alcune manifestazioni amatoriali anche a livello europeo. Marco Mariotti fondò per un breve tempo l'Hockey Club Grosseto, che però non riuscì a far ritornare l'hockey professionistico nel capoluogo toscano.

### La rifondazione e il ritorno in serie A (dal 2008)
Il 12 giugno 2008, dopo quasi vent'anni di inattività, viene rifondato il Circolo Pattinatori Grosseto 1951, con Alberto Colombini come presidente. La società fu iscritta inizialmente al campionato di serie B, disputando le partite interne al Palasport di Follonica, essendo il campo di viale Manetti ancora inadeguato; tuttavia il campionato si concluse mediocremente e la società sospese la propria partecipazione alla serie B. La direzione affidò a Raffaele Biancucci la formazione dei giovani, allenando bambini prima al campo da gioco della chiesa del Cottolengo, e successivamente alla palestra della scuola elementare di viale Giotto, con corsi di hockey nelle classi. Il 16 ottobre 2010 venne inaugurato il campo di viale Manetti, ristrutturato e reso agibile dopo trent'anni di abbandono.
Dal 3 agosto 2017, dopo libere elezioni, Stefano Osti diventa il nuovo presidente del Circolo Pattinatori Grosseto, mentre a Massimo Mariotti, tecnico della nazionale, viene affidato il compito di monitorare la crescita dei ragazzi del vivaio. La società ha iscritto la squadra seniores in Serie B nella stagione 2018-2019. Nelle finali di Serie B svoltesi a Castiglione della Pescaia nel maggio 2019, la squadra conquista la serie A2 al primo tentativo. Nella stagione sportiva 2019-2020, la formazione biancorossa, conquista la Serie A1, vincendo tutte le partite della regular season, cosicché dopo moltissimi anni il Circolo Pattinatori Grosseto può giocare in Serie A1. La nuova guida tecnica viene affidata a Federico Paghi. La regular season della stagione 2020-2021 si conclude con un undicesimo posto, i biancorossi vincono i play-out e sono ufficialmente salvi. La stagione successiva (2021-2022) vede il Grosseto accaparrarsi il settimo posto in classifica e quindi l'accesso ai play-off. Vinto il turno preliminare contro il Sarzana, decimo, i biancorossi trovano ai quarti di finale il Lodi, secondo. I maremmani non riescono a superare i lodigiani, e finisce così una, tutto sommato, vincente stagione. Nella stagione 2022-2023, il Circolo Pattinatori Grosseto cambia guardia: il nuovo allenatore è Michele Achilli, che succede a Federico Paghi. In questa stagione i biancorossi vengono ripescati in Champions League, è la prima storica partecipazione. L'avventura europea finisce dopo l'eliminazione contro il Bassano. È un'annata storica: la squadra maremmana conquista di diritto i quarti di finale dei playoff scudetto.

## Colori e simboli
Il logo della società riporta lo stemma della città di Grosseto, un leone. I suoi colori sociali sono il bianco e il rosso.

## Strutture

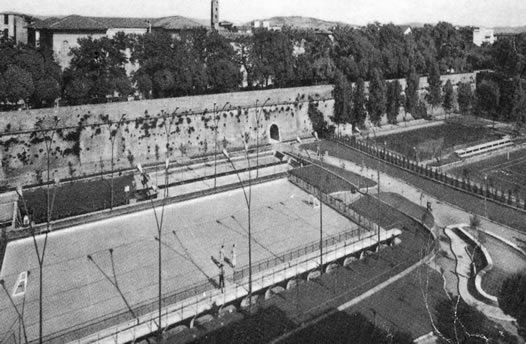
La pista di Grosseto in viale Manetti

La società nella sua storia ha utilizzato due campi da gioco principali: la pista di viale Manetti sede storica della società, inaugurata nel 1966, non coperta e per questo non più adatta per lo sport invernale; e la pista Mario Parri di via Mercurio, con la copertura effettuata nel 2014 e sede della società dal 2019.
Negli anni hanno ospitato le gare del C.P. Grosseto anche la pista dei Pini (1955-1961) e il Palasport di Follonica (2008-2009), il palazzetto di Marina di Grosseto (1961-1967), dello stadio olimpico comunale e il Pala Casa Mora di Castiglione della Pescaia (1980-1987); infine i campi da gioco della parrocchia del Cottolengo (2008-2009), della scuola di viale Giotto (2013) e la pista di via Leoncavallo all'Alberino (2017-2019).

## Organigramma societario
Dati aggiornati alla stagione 2023-2024, tratti dal sito internet ufficiale della Federazione Italiana Sport Rotellistici .
- Presidente: Stefano Osti
- Vicepresidente: Giovanni Baldi e Marco Guerrieri
- Segretario: Giulia Bacconi
- Consiglieri:  Bulleri Spartaco, Ciardi Michela, Veltroni Mauro, Savi Franco, Rispoli Pierluigi, Giovanni Baldi, Marco Ciupi, Giorgio Giusti
- Addetto stampa: Maurizio Caldarelli

## Palmarès
- Campionato italiano di serie B/A2: 1

1974

### Onorificenze
- Stella di bronzo al merito CONI: 2022[5]

## Statistiche

### Partecipazioni ai campionati
| Livello | Categoria | Partecipazioni | Debutto   | Ultima stagione | Totale |
| ------- | --------- | -------------- | --------- | --------------- | ------ |
| 1º      | Serie A   | 5              | 1971      | 1978            | 11     |
| 1º      | Serie A1  | 6              | 2020-2021 | 2025-2026       | 11     |
| 2º      | Serie B   | 11             | 1968      | 1982-1983       | 15     |
| 2º      | Serie A2  | 4              | 1984-1985 | 2019-2020       | 15     |
| 3º      | Serie C   | 6              | 1958      | 1967            | 12     |
| 3º      | Serie B   | 6              | 1983-1984 | 2018-2019       | 12     |

### Partecipazioni alle coppe nazionali
| Competizione | Partecipazioni | Debutto | Ultima stagione |
| ------------ | -------------- | ------- | --------------- |
| Coppa Italia | 9              | 1971    | 2023-2024       |

### Partecipazione alle coppe europee
| Competizione         | Partecipazioni | Debutto   | Ultima stagione |
| -------------------- | -------------- | --------- | --------------- |
| WSE Champions League | 2              | 2022-2023 | 2023-2024       |
| Coppa WSE            | 2              | 2022-2023 | 2023-2024       |

## Organico

### Giocatori
| N° | Naz.                 | Ruolo | Sportivo               |  |  |  |
| -- | -------------------- | ----- | ---------------------- |  |  |  |
| 5  | Argentina (bandiera) | D     | Pablo Saavedra         |  |  |  |
| 6  | Argentina (bandiera) | D     | Matias Sillero         |  |  |  |
| 7  | Argentina (bandiera) | A     | Francisco Barragan     |  |  |  |
| 8  | Italia (bandiera)    | A     | Stefano Paghi          |  |  |  |
| 9  | Italia (bandiera)    | A     | Alessandro Franchi     |  |  |  |
| 10 | Italia (bandiera)    | P     | Luca Peruzzi Squarciai |  |  |  |
| 17 | Italia (bandiera)    | A     | Serse Cabella          |  |  |  |
| 12 | Argentina (bandiera) | P     | Franco Scarso Granados |  |  |  |

### Staff tecnico
- Allenatore:  Massimo Mariotti